# 西湖区 (杭州市)
西湖区是中华人民共和国浙江省杭州市下辖的一个区，为中国共产党浙江省委员会、浙江省人民政府所在地。區人民政府駐北山街道浙大路1号。区域总面积为309.41平方公里。
西湖区地域西部与中部高，山脊走向呈横趟的丁字形，为天目山余脉，多为海拔300米以下的丘陵。北部与南部为平原，河流纵横。钱塘江自南而北曲折而下，境北的余杭塘河横贯东西，新开运河纵贯南。西湖三面云山一面城，是著名游览胜地。

## 简介
西湖区因位于区内的西湖得名。西湖区南部区域也称上泗地区，包括转塘、龙坞、双浦3个乡镇和之江国家旅游度假区。
之江国家旅游度假区、杭州国家高新技术开发区江北区块和浙江大学等近百所高等院校、科研院所坐落区内。西湖區經濟發達、现代服务业发展实力强劲，西溪国家湿地公园建成开放，黄龙商务中心、城西商贸圈初具规模，文三路电子信息街区荣获“中国特色商业街”称号。
西湖区也是阿里巴巴集团、农夫山泉、绿城中国等民营企业的发家地。文三路電子信息街區是杭州傳統的電子數碼市場聚集地。西湖街道拥有5800亩茶园，是西湖龙井茶产地。

## 行政区划
下辖辖2个鎮、10个街道，共131个社區、61个行政村。区人民政府驻浙大路1号。
| 西湖区行政区划图                                                                  | 区划代码                                             | 区划名称 | 陆域面积 （平方千米） | 邮政编码 | 社区数 | 行政村数 |
| --------------------------------------------------------------------------------- | ---------------------------------------------------- | -------- | --------------------- | -------- | ------ | -------- |
| ① 文新 · ② 古荡 · ③ 翠苑 · ④ 西溪 三墩 ④ ③ ② ① 蒋村 北山 灵隐 西湖 留下 转塘 双浦 | 330106002                                            | 北山街道 | 2.49                  | 310007   | 7      | 0        |
| ① 文新 · ② 古荡 · ③ 翠苑 · ④ 西溪 三墩 ④ ③ ② ① 蒋村 北山 灵隐 西湖 留下 转塘 双浦 | 330106004                                            | 西溪街道 | 3.02                  | 310012   | 12     | 0        |
| ① 文新 · ② 古荡 · ③ 翠苑 · ④ 西溪 三墩 ④ ③ ② ① 蒋村 北山 灵隐 西湖 留下 转塘 双浦 | 330106005                                            | 翠苑街道 | 3.9                   | 310012   | 10     | 0        |
| ① 文新 · ② 古荡 · ③ 翠苑 · ④ 西溪 三墩 ④ ③ ② ① 蒋村 北山 灵隐 西湖 留下 转塘 双浦 | 330106007                                            | 古荡街道 | 4.46                  | 310012   | 10     | 0        |
| ① 文新 · ② 古荡 · ③ 翠苑 · ④ 西溪 三墩 ④ ③ ② ① 蒋村 北山 灵隐 西湖 留下 转塘 双浦 | 330106008                                            | 西湖街道 | 48                    | 310013   | 6      | 9        |
| ① 文新 · ② 古荡 · ③ 翠苑 · ④ 西溪 三墩 ④ ③ ② ① 蒋村 北山 灵隐 西湖 留下 转塘 双浦 | 330106009                                            | 留下街道 | 29.88                 | 310023   | 12     | 1        |
| ① 文新 · ② 古荡 · ③ 翠苑 · ④ 西溪 三墩 ④ ③ ② ① 蒋村 北山 灵隐 西湖 留下 转塘 双浦 | 330106010                                            | 转塘街道 | 75.15                 | 310024   | 37     | 8        |
| ① 文新 · ② 古荡 · ③ 翠苑 · ④ 西溪 三墩 ④ ③ ② ① 蒋村 北山 灵隐 西湖 留下 转塘 双浦 | 330106011                                            | 蒋村街道 | 14.79                 | 310030   | 8      | 0        |
| ① 文新 · ② 古荡 · ③ 翠苑 · ④ 西溪 三墩 ④ ③ ② ① 蒋村 北山 灵隐 西湖 留下 转塘 双浦 | 330106012                                            | 灵隐街道 | 6                     | 310013   | 7      | 0        |
| ① 文新 · ② 古荡 · ③ 翠苑 · ④ 西溪 三墩 ④ ③ ② ① 蒋村 北山 灵隐 西湖 留下 转塘 双浦 | 330106013                                            | 文新街道 | 5.05                  | 310012   | 15     | 0        |
| ① 文新 · ② 古荡 · ③ 翠苑 · ④ 西溪 三墩 ④ ③ ② ① 蒋村 北山 灵隐 西湖 留下 转塘 双浦 | 330106109                                            | 三墩镇   | 37.58                 | 310030   | 25     | 4        |
| ① 文新 · ② 古荡 · ③ 翠苑 · ④ 西溪 三墩 ④ ③ ② ① 蒋村 北山 灵隐 西湖 留下 转塘 双浦 | 330106110                                            | 双浦镇   | 81.81                 | 310024   | 9      | 21       |
| ① 文新 · ② 古荡 · ③ 翠苑 · ④ 西溪 三墩 ④ ③ ② ① 蒋村 北山 灵隐 西湖 留下 转塘 双浦 | 其中西湖街道于2006年底委托西湖风景名胜区管委会管理。 |          |                       |          |        |          |

## 人口
西湖区人口主要集中在西湖景区以北地区，一般被称为“城西”，大致範圍是西溪濕地以東，保俶（北）路以西，餘杭塘河以南。随着杭州早期商品房的建设以及后来文教区高校用地的功能置换，城西地区也成为杭州最大规模的住宅区，有着较多的中高档住宅小区，聚集了大批从事文化、教育、媒体、IT和广告业的人士。天目山路、文一（西）路、文二（西）路、文三（西）路、古墩路是城西地区主要的交通干道，交通高峰期有较严重的道路拥挤问题。
2022年初常住人口为111.8万人，其中城镇常住人口为108.56万人。户籍人口总数为81.5万人。

## 教育
西湖區擁有較多優秀的公立中小學。代表學校包括學軍小學、文三街小學，杭州市第十三中學（初中）、杭州市第十五中學（初中）,杭州學軍中學（高中）、浙江大學附屬中學（高中）等。同時，浙江大学的紫金港校区、玉泉校区、西溪校区均位於西湖区境內。中国美术学院的象山校区和中国第一所国立高等美术学府国立艺术院遗址也位于西湖区境内。
中国美术学院象山校區、浙江音乐学院及浙江图书馆新馆位于西湖区南部。

## 地标景点
西湖区有风景点40多处，其中有“西湖十景”中的雷峰夕照、南屏晚钟、花港观鱼、苏堤春晓、曲院风荷、双峰插云、三潭印月、平湖秋月、断桥残雪，西湖、西溪湿地是国家5A级景区。西湖区有国家级重点文物保护单位3处，省级重点文化保护单位10处。
中共浙江省委、省人大、省政府、省政协机关，浙江电视台（浙江廣電集團）、浙江图书馆、浙江音乐厅等省级文化设施均集中设置在西湖区。

## 特色小镇
- 云栖小镇